# Panayiótis Liadélis
Panayiótis Liadélis, (en grec : Παναγιώτης Λιαδέλης), né le 7 décembre 1974 à Volos, en Grèce, est un joueur grec de basket-ball, évoluant aux postes de meneur et d'arrière. 

## Carrière

### Palmarès
- Vainqueur de la Coupe Korać 1997 avec l'Aris Salonique